# Colegiul Economic „Octav Onicescu” din Botoșani
Colegiul Economic „Octav Onicescu” este o instituție de învățământ din Botoșani, România.Colegiul a fost înființat la data de 15 octombrie 1889 sub patronajul Camerei de Comerț și Industrie Botoșani. 

## Istoric
Colegiul a avut de-a lungul timpului diferite denumiri:
- Școala Comercială
- Școala de adulți cu caracter public
- Școala Elementară Comercială
- Școala Comercială de băieți (1914)
- Școala Superioră de Comerț (1923)
- Liceu Comercial de băieți (1936-1948)
- Școala Tehnică de Administrație Economică (1948-1953)
- Școala Medie Tehnică de Statistică” (1963-1965)
- Școala Comercială de fete
- Școala tehnică de Comerț
- Școala profesională Comercială
- Grup Școlar Comercial.

Începand cu anul 1966 a purtat denumirea de Liceu Economic. Sediul actual datează din anul 1974, înainte de aceasta dată funcționând în mai multe locații neavând o clădire proprie.